# Київ-Деміївський
Ки́їв-Демíївський (до 1950-х — Київ II, 1950-ті—2017 — Київ-Московський) — вантажна залізнична станція 1-го класу Київського залізничного вузла Південно-Західної залізниці на перетині ліній Ніжин — Київ та Київ-Деміївський  — Миронівка. Розташована у Голосіївському районі Києва, в долині річки Либідь, поблизу місцевостей Саперна слобідка та Чорна гора, біля Саперно-Слобідської вулиці.
До складу станції входять пасажирські зупинні пункти Видубичі та Видубичі-Трипільські.

## Історія
Станція відкрита під час введення в експлуатацію Московсько-Києво-Воронезької залізниці у 1870 році. Первинна назва станції — Київ II, на станції знаходилося паровозне депо Московсько-Києво-Воронезької залізниці, адже паровозне депо на станції Київ І обслуговувало лише Південно-Західну залізницю.
У 1950-х роках станція отримала назву — Київ-Московський. 1955 року споруджено існуючу будівлю вокзалу. 1957 року станцію було електрифіковано під час електрифікації дільниці Київ-Пасажирський — Бровари.
У 1983 році від станції було прокладено залізничну лінію до Миронівки через Трипілля та Кагарлик, а впродовж 1985—1986 роках цю дільницю залізниці електрифіковано.
6 квітня 2017 року станція отримала сучасну назву — Київ-Деміївський.
У 2018—2019 побудовано новий залізобетонний пішохідний міст, старий з рейок і дерева розібрано у 2019.

## Історична та архітектурна цінність об'єктів станції
Дотепер збереглася будівля колишнього паровозного депо, однак поворотний круг не зберігся.

## Пасажирське сполучення
На станції Київ-Деміївський зупиняється міська електричка, приміські електропоїзди ніжинського, гребінківського та миронівського напрямків, а також регіональний поїзд:
- № 895/896 Конотоп — Фастів-1 — Конотоп[4]

## Галерея

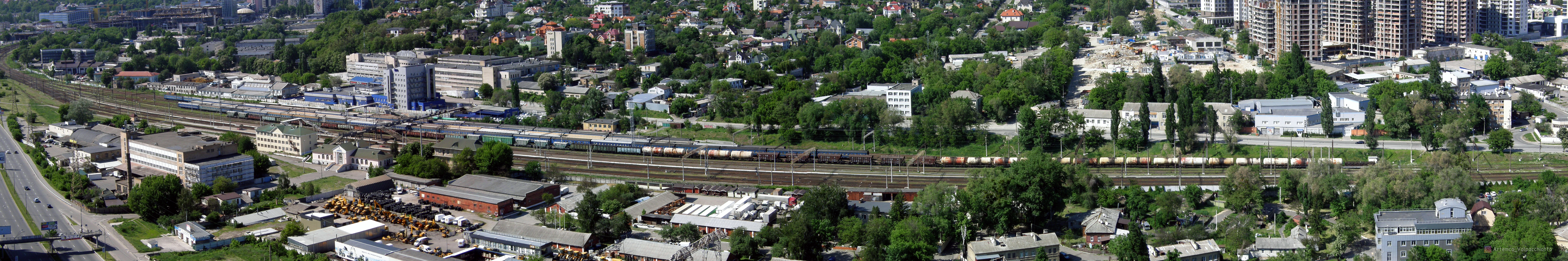
Панорама

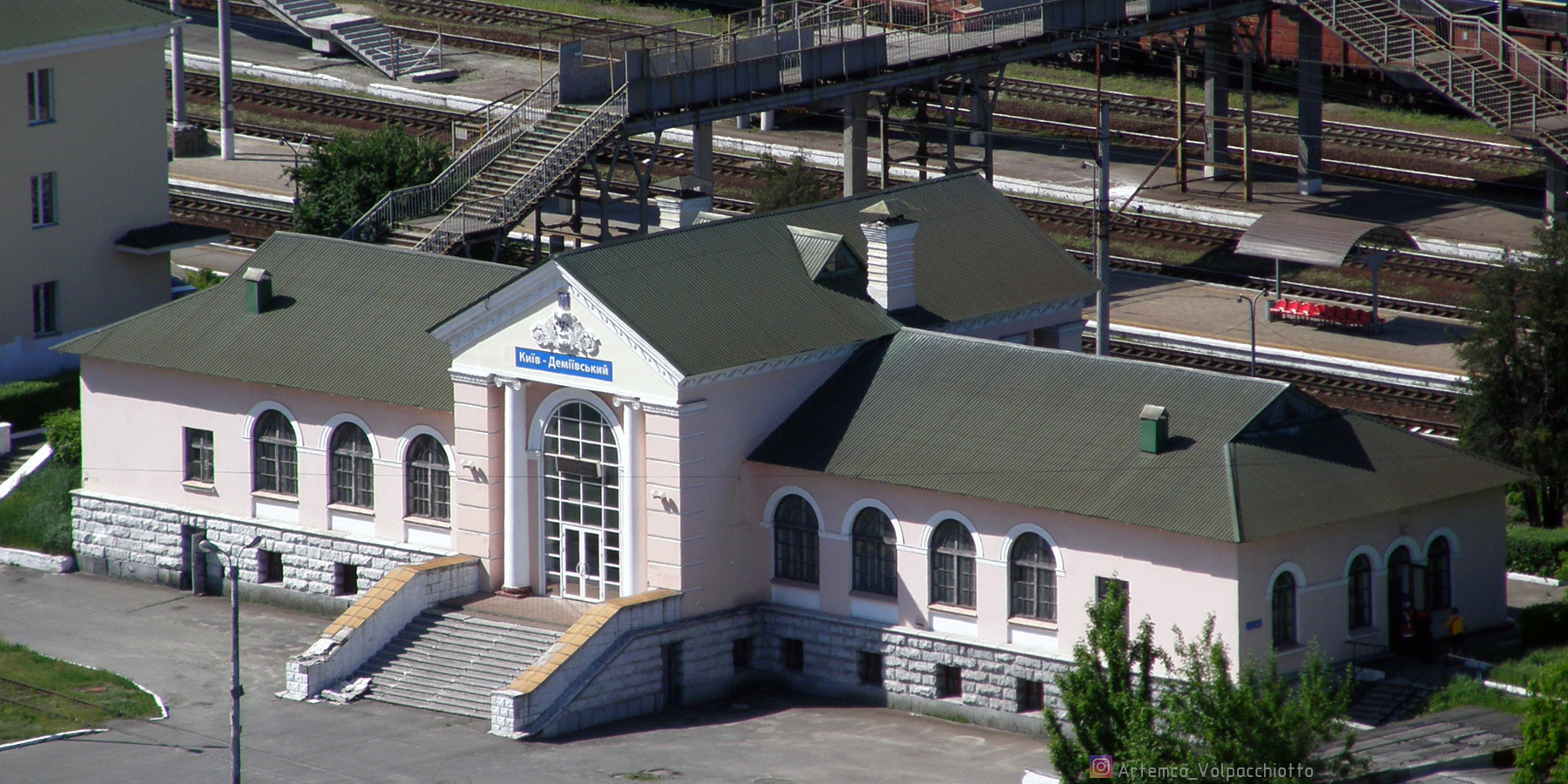
Вокзал з боку Саперно-Слобідської вулиці
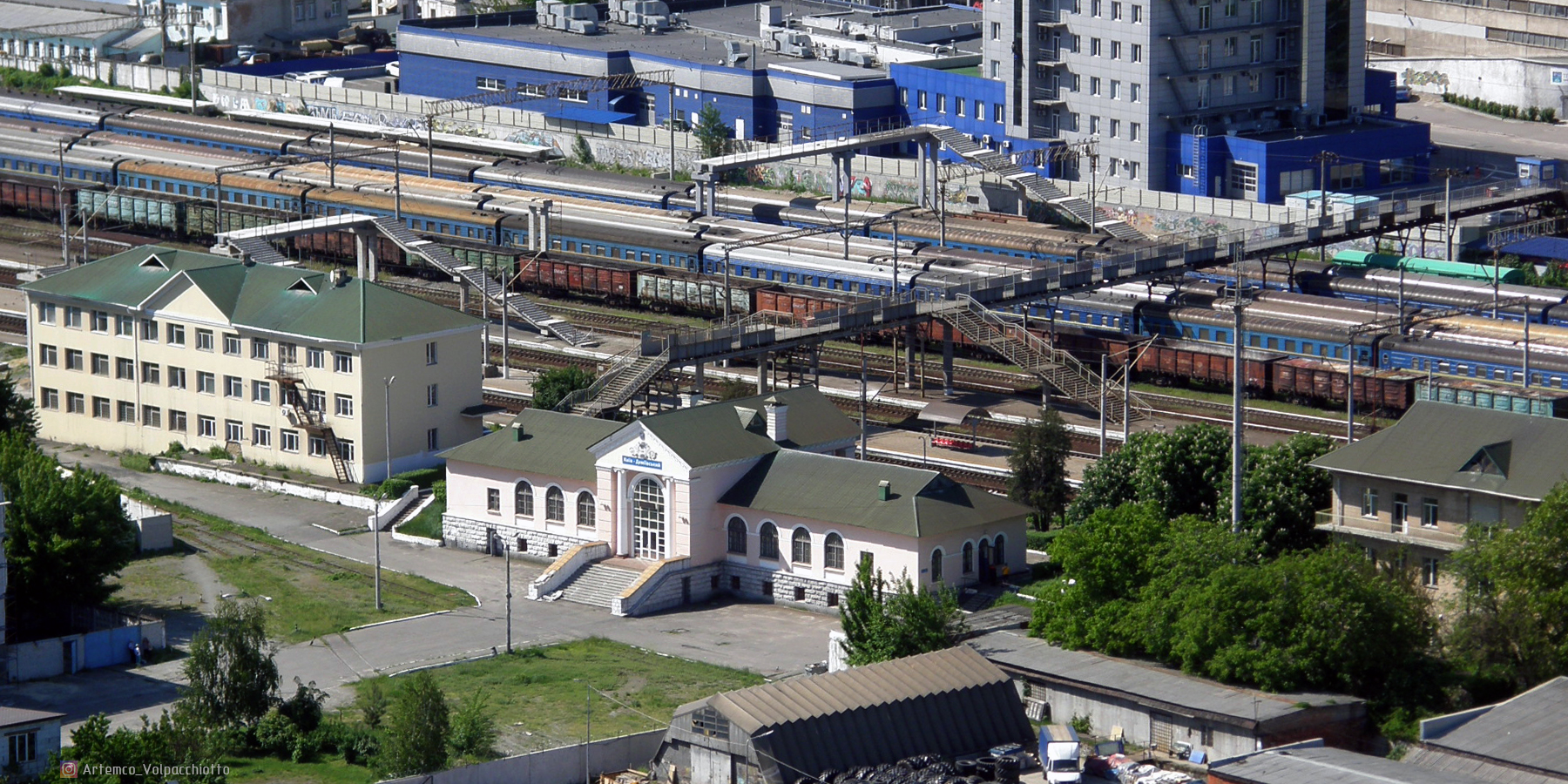
Станційні будівлі, будівництво нового пішоходного мосту (2019 р.)
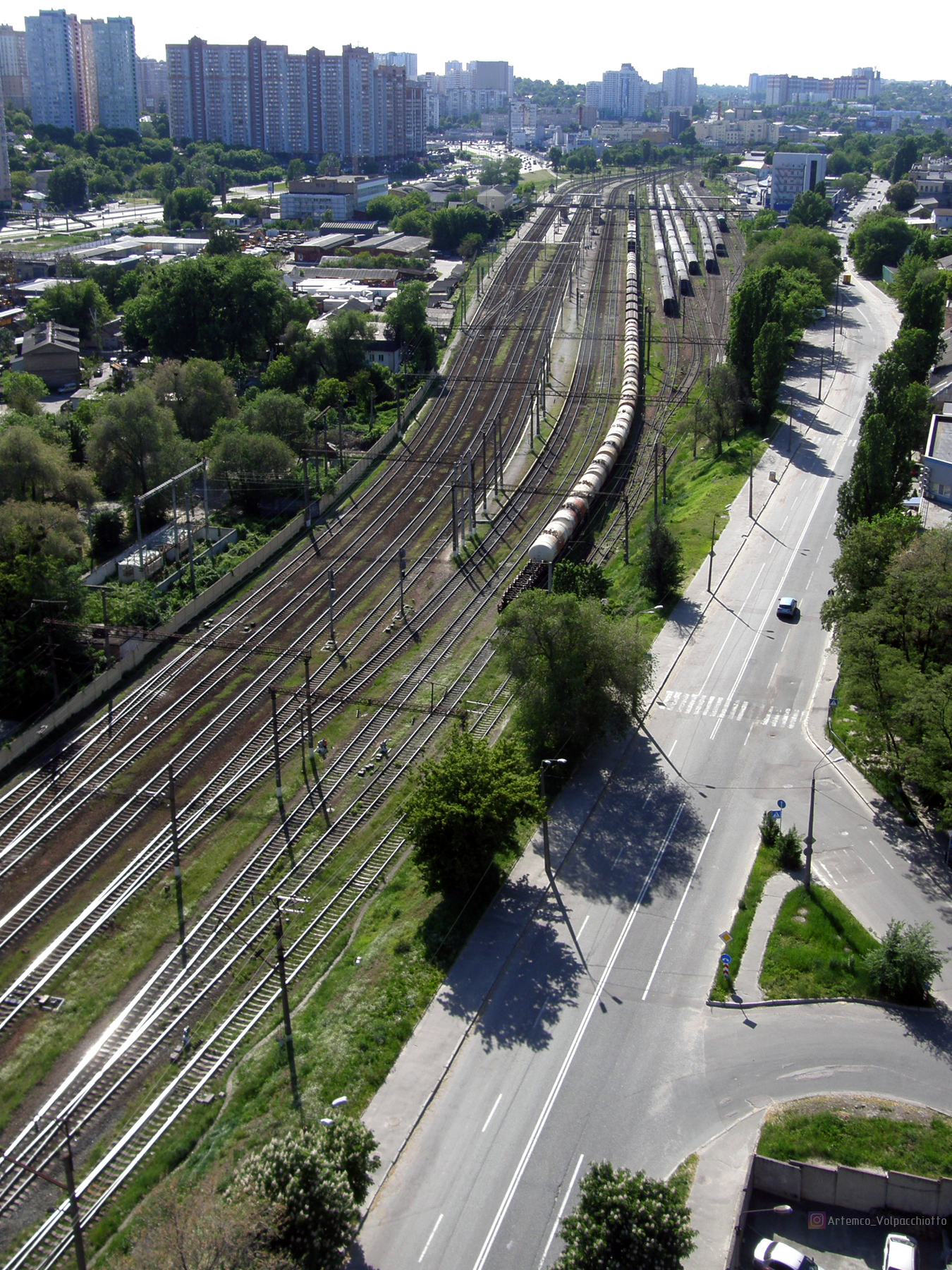
Станція зі сходу
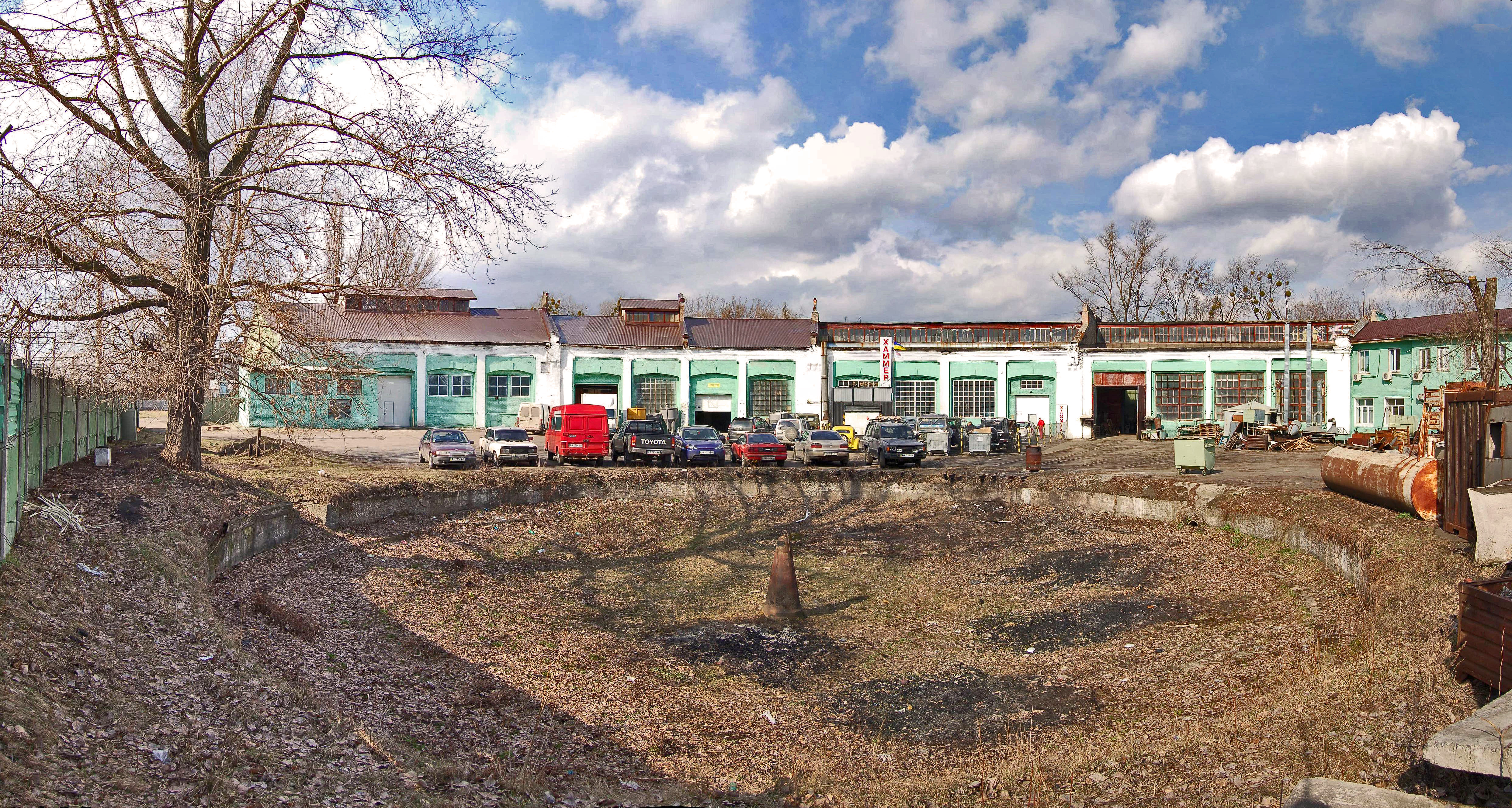
Будівля колишнього паровозного депо та поворотний круг